# Noterus angustulus
Noterus angustulus là một loài bọ cánh cứng trong họ Noteridae. Loài này được Zaitzev miêu tả khoa học đầu tiên năm 1953.